# صومعه باردزراکاش
صومعه باردزراکاش (ارمنی: Բարձրաքաշ Սուրբ Գրիգորի վանք؛ انگلیسی: Bardzrakash Monastery) یک صومعه متعلق به کلیسای حواری ارمنی واقع در شهر دسق، استان لوری ارمنستان می‌باشد. ساخت و ساز این ساختمان در سده ۱۳ام میلادی؛ به پایان رسید. این بنا به سبک معماری ارمنی طراحی شده است.

## نگارخانه

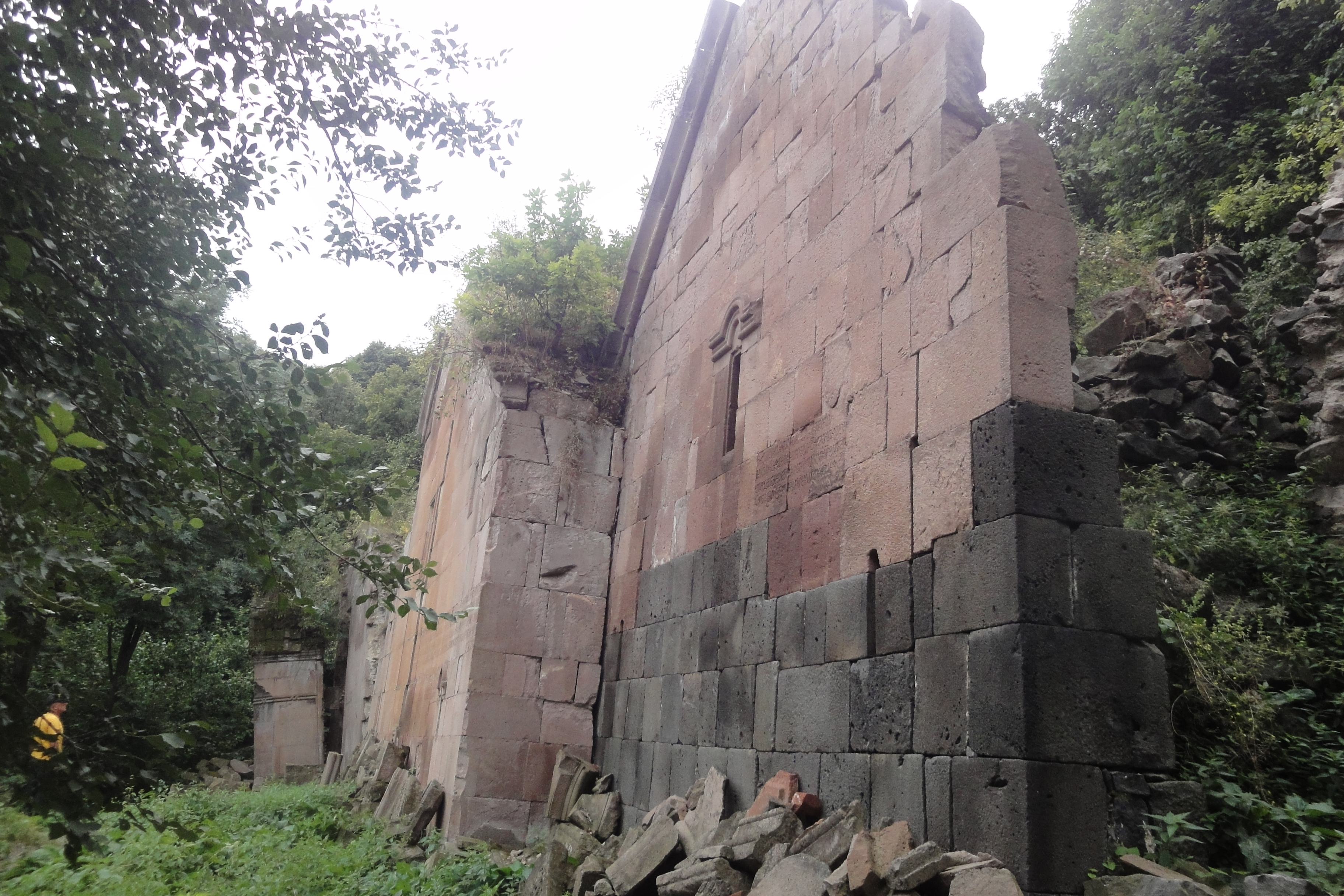
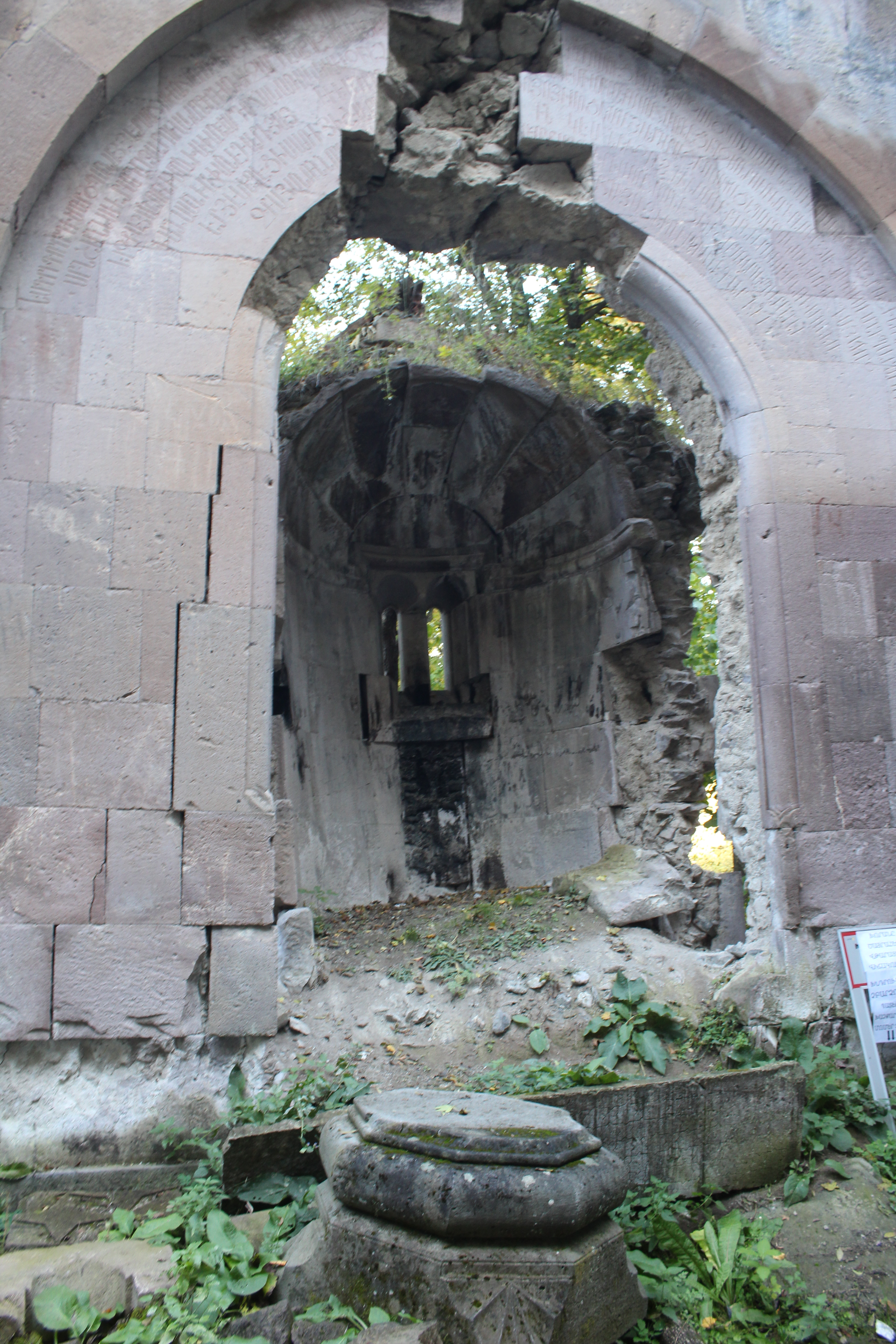
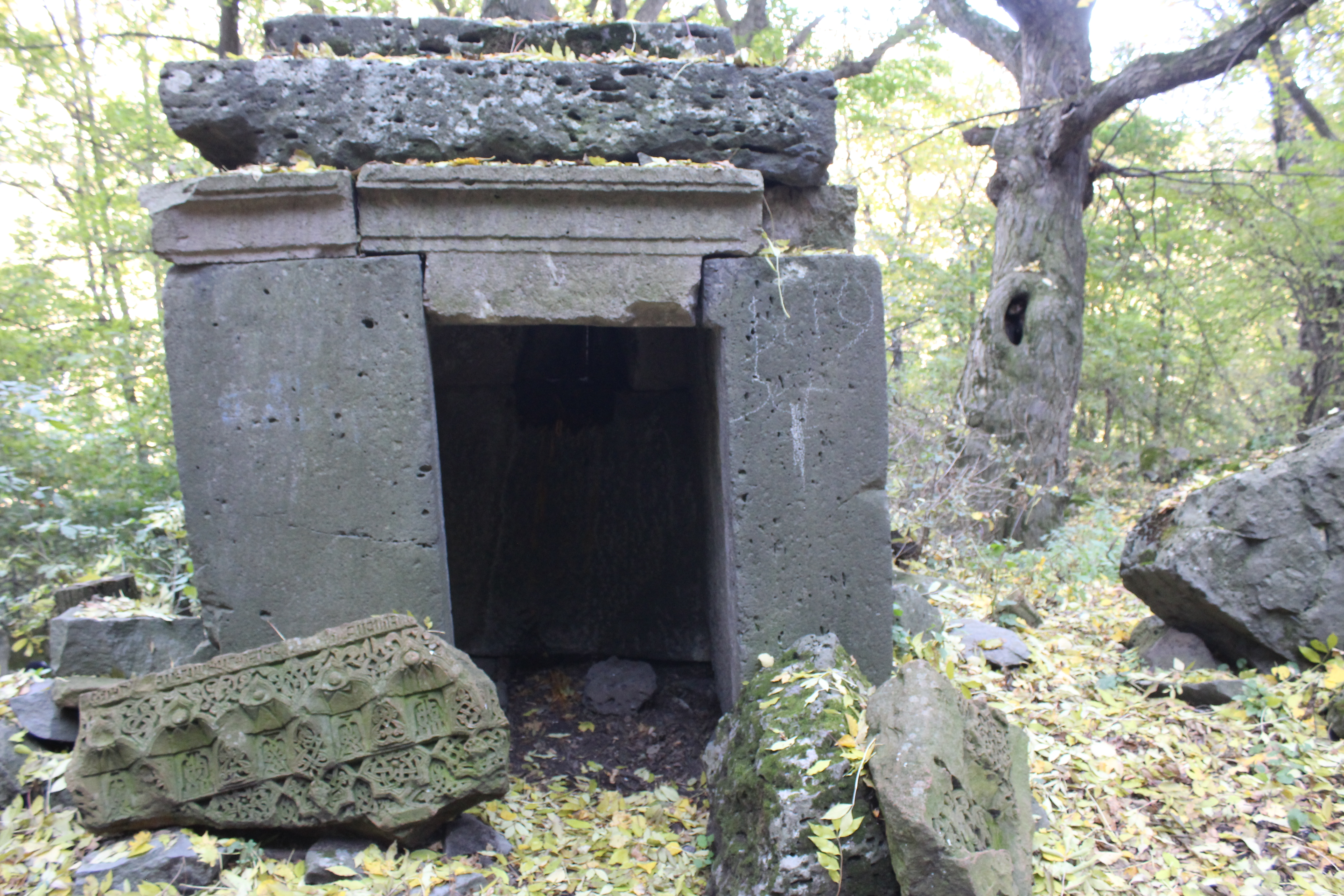
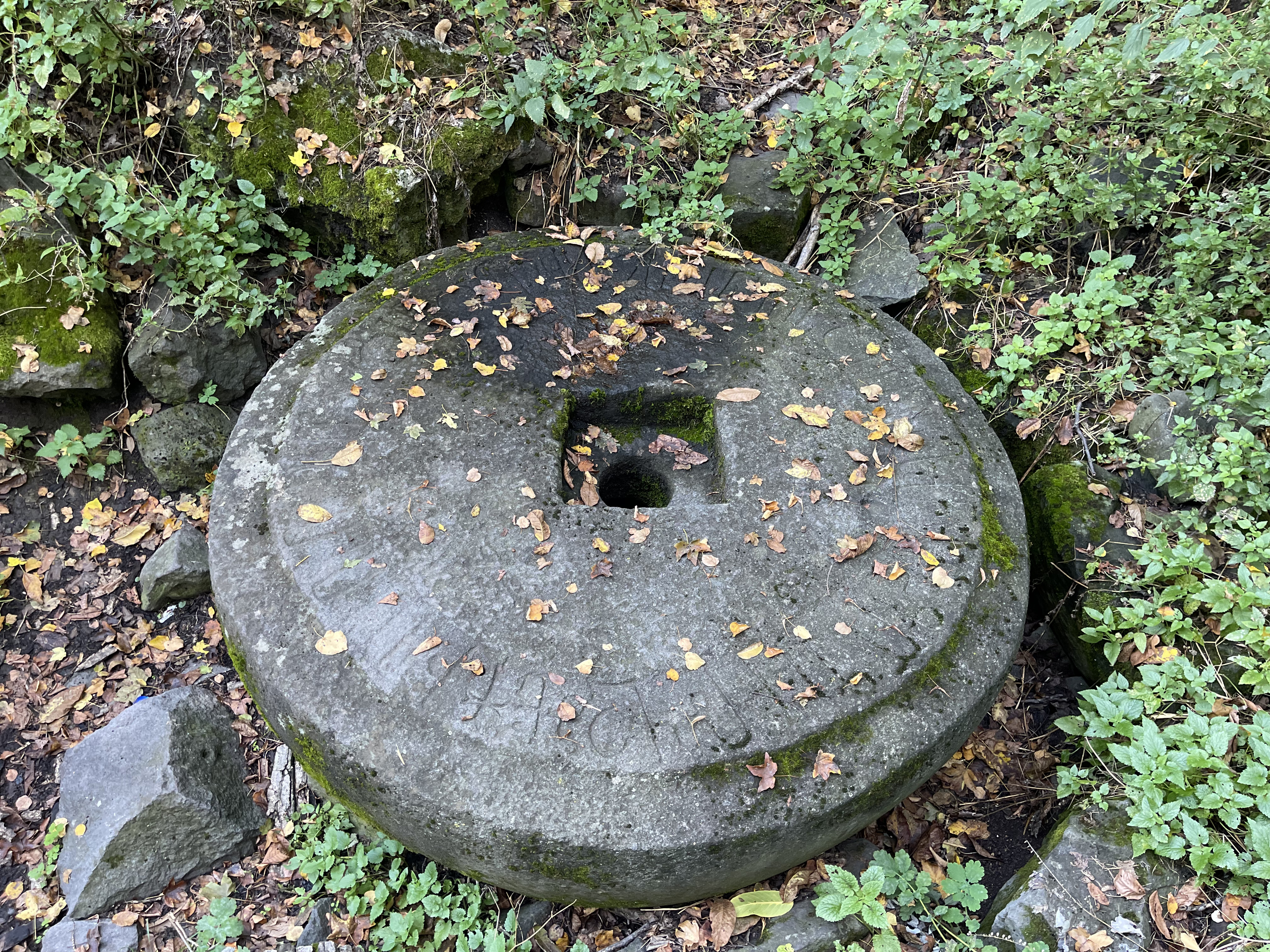
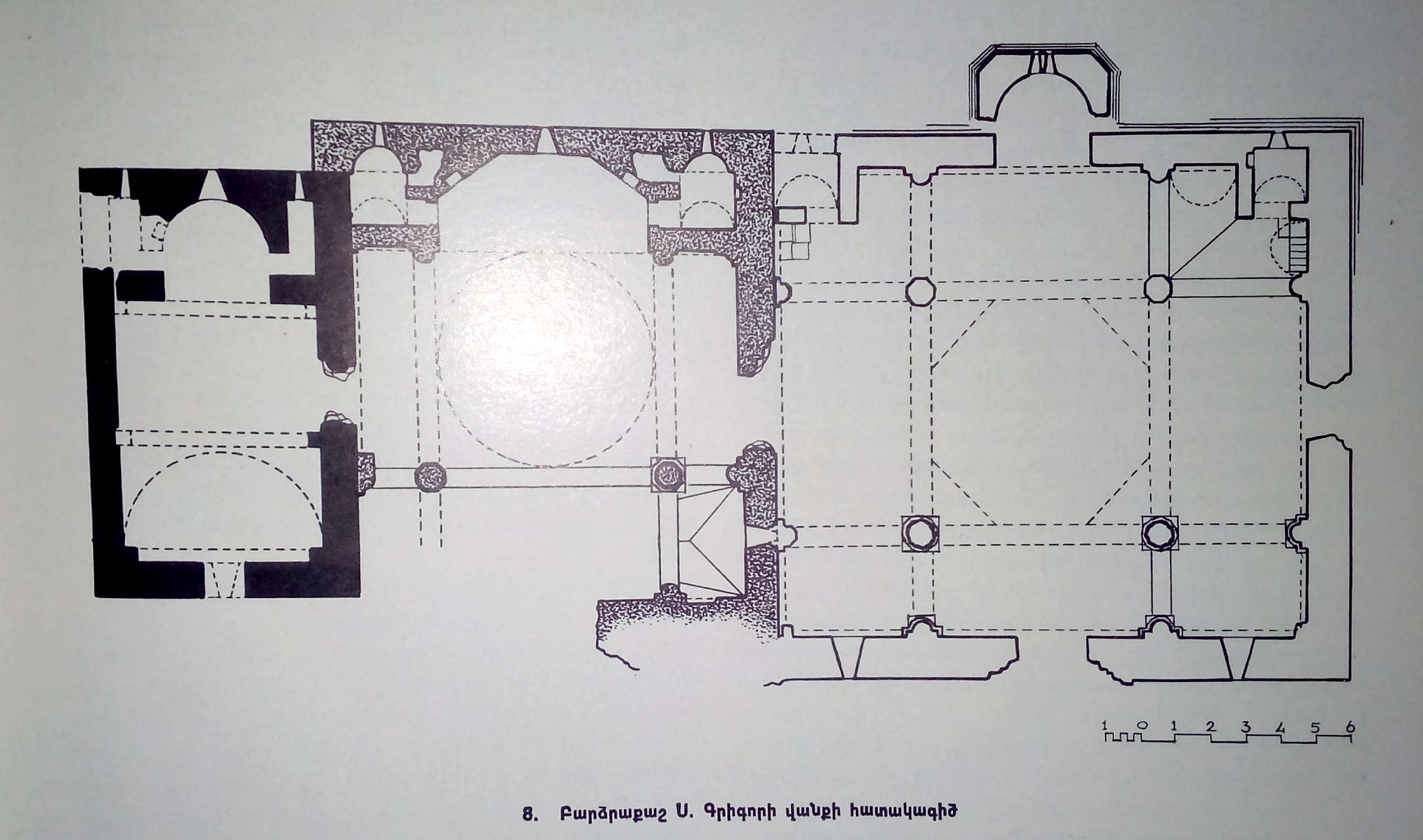